# Oskars Dankers
Oskars Dankers (łot.) Oskars Jēkabs Dankers (ur. 26 marca 1883 w miejscowości Irlava w Imperium Rosyjskim na terenie dzisiejszej Gmina Tukums, Łotwy, zm. 11 kwietnia 1965 w Grand Rapids w USA) – łotewski wojskowy (generał), generalny dyrektor samorządu łotewskiego w Komisariacie Rzeszy Wschód podczas II wojny światowej.

## Życiorys
Mając dwadzieścia lat podjął służbę w armii rosyjskiej. Brał udział w Wielkiej Wojnie. W 1919 r. dowodził 7 Pułkiem Piechoty w Siguldzie, a następnie został komendantem regionu wojskowego Kurzeme. Do 1932 r. był dowódcą Dywizji Semigalskiej, po czym przeszedł do sztabu generalnego armii łotewskiej. Od 1933 r. do 1939 r. dowodził Dywizją Kurlandzką. Po aneksji Łotwy przez ZSRR w 1940 r., został zwolniony ze służby wojskowej. Kiedy wojska niemieckie zajęły obszar Łotwy w 1941 r., podjął współpracę z okupantami. Objął wówczas funkcję generalnego dyrektora samorządu łotewskiego w Komisariacie Rzeszy "Ostland". Wobec zbliżania się Armii Czerwonej w 1944 r. wyjechał do Niemiec, gdzie od 20 lutego do 7 maja 1945 r. stał na czele Łotewskiej Rady Narodowej. Po zakończeniu wojny przedostał się na obszary zajęte przez wojska alianckie. W 1957 r. wyjechał do USA, gdzie zmarł 11 kwietnia 1965 r.